# 애닐링구스

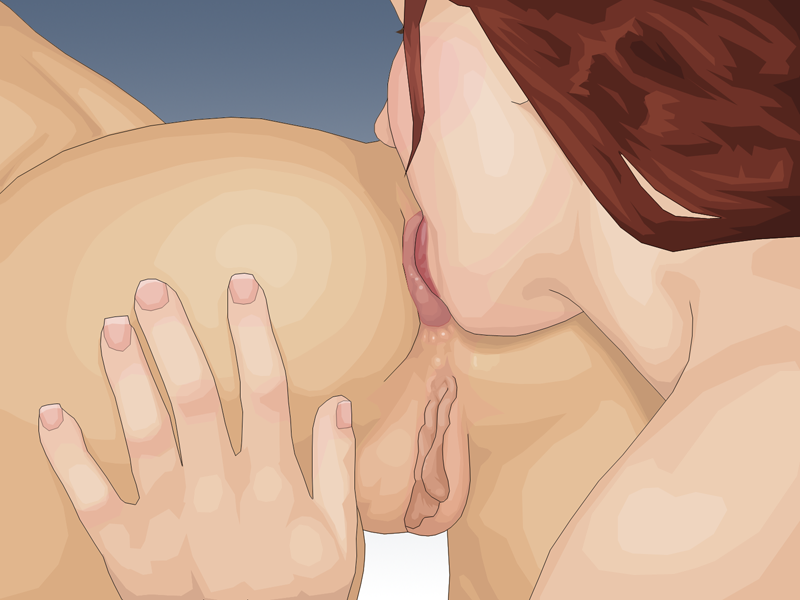

애닐링구스(anilingus) 또는 리밍(rimming) 또는 림잡(rim job)금비셈은입술이나 혀로 항문과 항문 주위를 애무하는 것을 말하며 구강성교의 한 종류이다. 항문 주위는 신경이 집중되어 있고 성기와 가깝기 때문에 성감대로 애무시 쾌감을 느끼게 된다.

## 같이 보기
- 핑거링 (성행위)
- 안면승마
- 항문 성교